# Miso

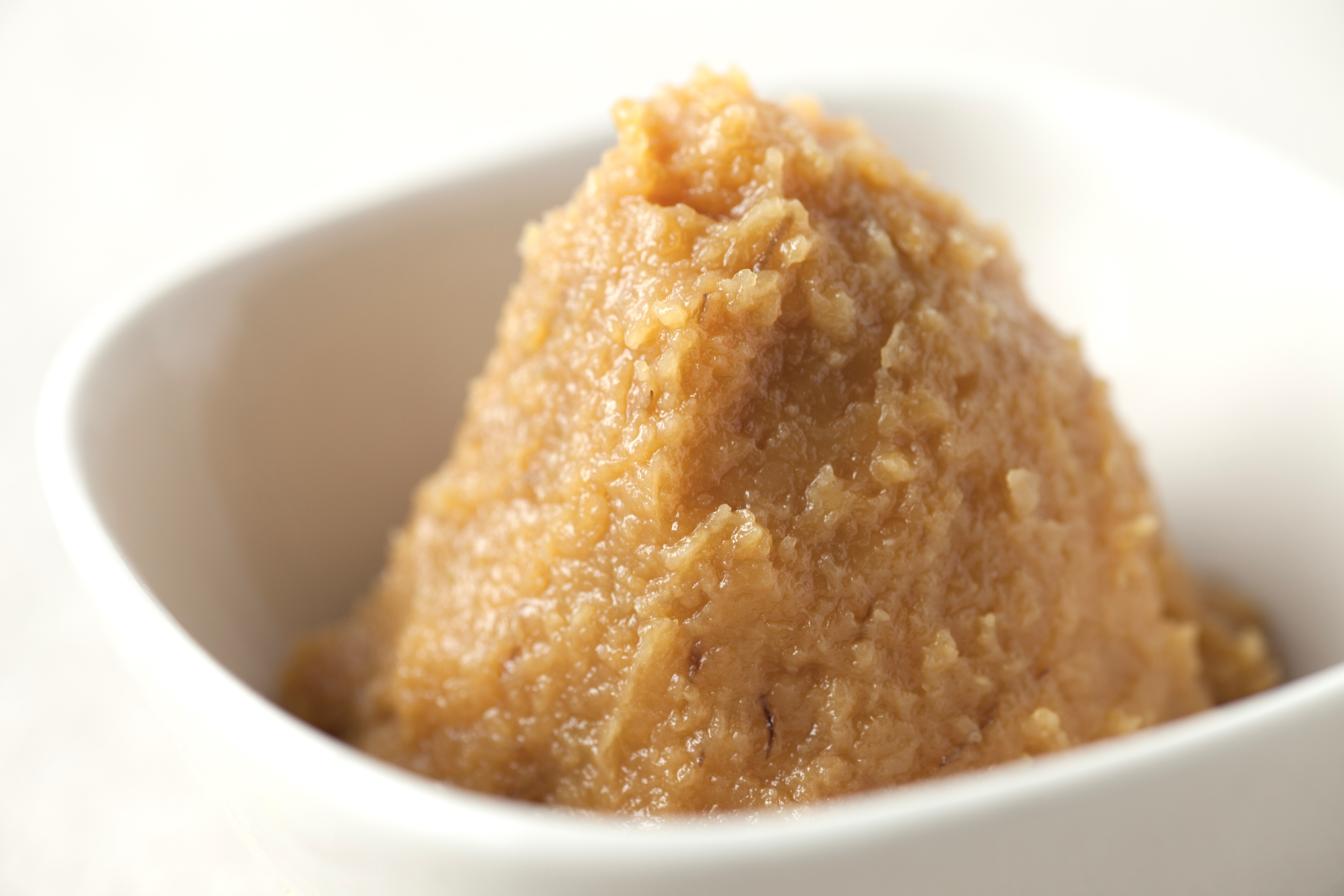
Miso

För begreppet Multiple Input Single Output inom signalteknik m.m., se MISO.
Miso (味噌?) är ett japanskt livsmedel som framställs genom jäsning av sojabönor, havssalt, spannmål (vanligen ris eller korn) och vatten under inverkan av mögelsvampen kōji (麹, Aspergillus oryzae). Ibland även andra ingredienser. Den tjocka pastan används bland annat tillsammans med dashi för framställning av misosoppa.

## Olika typer av miso
De spannmål som tillsätts kan bland annat vara korn, hirs, ris, råg eller vete. På senare tid har producenter i länder utanför Japan börjat sälja miso gjort på amaranth, hampa-frön och quinoa. Japansk miso brukar klassificeras utifrån spannmålstyp, färg, smak och region.
- mugi (麦) - korn
- tsubu (粒) - helt vete/korn
- aka (赤) - röd, medelsmakrik, den vanligaste
- hatchō (八丁) - lagrad (eller rökt), starkast smak
- shiro (白) - söt, vit, färsk
- genmai (玄米) - brunt ris
- awase (合わせ) - skiktad, typisk i supermarket
- moromi (醪) - med bitar, hälsosam (kōji är inte blandad (snarare inte finfördelad/mixad - "unblended" står det i motsvarande artikel på engelska))
- nanban (南蛮) - med bitar, söt, används till dippsåser
- inaka (田舎) - "lantlig" miso
- taima (大麻) - hampafrön
- sobamugi (蕎麦) - bovete
- hadakamugi (裸麦) - råg
- tōbanjan (登板醤) - kryddig, med influenser från koreansk matlagning
- meri (蘇鉄) - gjord på pulpa från kottepalmer, buddhistisk tempeldiet
- gokoku (五穀) - "5 korn": sojabönor, vete, korn, hirs och kolvhirs.